# Neusellerhausen

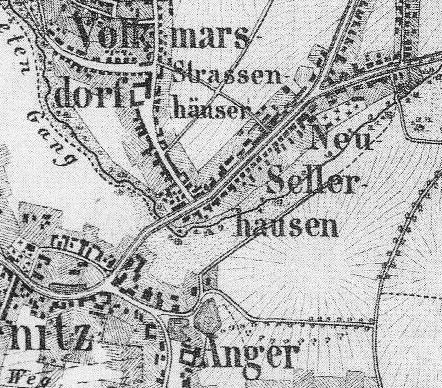
Neusellerhausen auf einer Karte von 1860

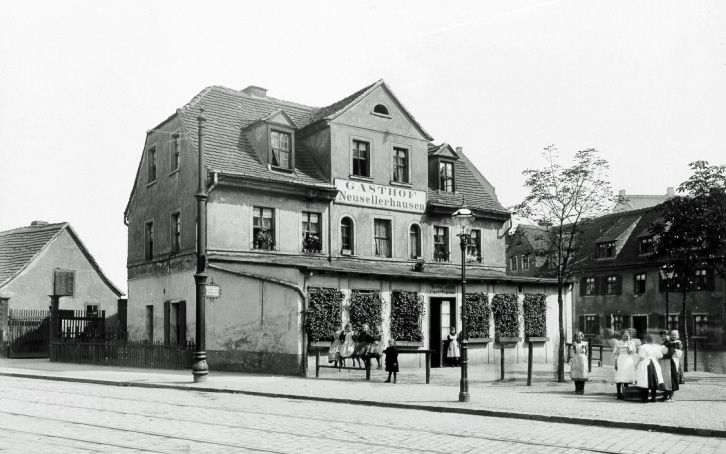
Der Gasthof Neusellerhausen (1897)

Neusellerhausen war eine zwischen 1816 und 1892 bestehende Gemeinde östlich von Leipzig.

## Geschichte
Zu Beginn des 19. Jahrhunderts entstanden an der Südostseite der von Leipzig nach Dresden führenden Straße zwischen Reudnitz und Sellerhausen nördlich der Östlichen Rietzschke einige Häuser, die 1816 als selbständige Gemeinde Neusellerhausen bezeichnet werden. Weitere Nachbarorte waren Volkmarsdorf und Anger. Die Fläche der Gemeinde betrug 1,3 ha, und ihre Einwohnerzahl belief sich im Jahr 1834 auf 547.
Die auf Gegenseite der Straße gelegenen Volkmarsdorfer Straßenhäuser waren bis 1875 dem königlichen Kreisamte direkt unterstellt und hießen daher auch Königliche Straßenhäuser. Sie wurden 1875 eine eigene Gemeinde und 1882 nach Neusellerhausen eingemeindet.
Neusellerhausen gehörte bis 1856 zum königlich-sächsischen Kreisamt Leipzig, ab 1856 zum Gerichtsamt Leipzig I und ab 1875 zur Amtshauptmannschaft Leipzig. Am 1. Januar 1892 wurde Neusellerhausen schließlich nach Leipzig eingemeindet, mit dem es städtebaulich bereits zusammengewachsen war.
Seit der kommunalen Neugliederung der Stadt Leipzig von 1992 gehört das Gebiet von Neusellerhausen zum Ortsteil Volkmarsdorf im Stadtbezirk Ost.